# Casas de Don Pedro
Casas de Don Pedro ist ein Ort und eine Gemeinde (municipio) mit 1.370 Einwohnern (Stand: 2024) im Nordosten der spanischen Provinz Badajoz in der Autonomen Gemeinschaft Extremadura. 

## Lage
Casas de Don Pedro liegt ca. 110 Kilometer ostnordöstlich von Mérida in einer Höhe von ca. 385 m in der Sierra de Pela. Die Embalse de Orellana (Stausee des Río Guadiana) befindet sich im Süden der Gemeinde. Das Klima im Winter ist gemäßigt, im Sommer dagegen warm bis heiß; die eher geringen Niederschlagsmengen (ca. 535 mm/Jahr) fallen – mit Ausnahme der nahezu regenlosen Sommermonate – verteilt übers ganze Jahr.

## Geschichte
Während des spanischen Bürgerkriegs richteten die franquistischen Truppen das Konzentrationslager Casa Zaldívar ein. Zahlreiche Inhaftierte, Anhänger der republikanischen Truppen, wurden hier erschossen.

## Bevölkerungsentwicklung
| Jahr      | 1970 | 1981 | 1991 | 2001 | 2011 | 2021 |
| Einwohner | 2529 | 1919 | 1928 | 1734 | 1661 | 1455 |

Der deutliche Bevölkerungsrückgang seit den 1950er Jahren ist im Wesentlichen auf die Mechanisierung der Landwirtschaft, die Aufgabe bäuerlicher Kleinbetriebe und den damit einhergehenden Verlust an Arbeitsplätzen zurückzuführen (Landflucht).

## Wirtschaft
Während das Umland über Jahrhunderte in hohem Maße landwirtschaftlich geprägt war und immer noch ist, ließen sich im Ort selbst auch Kleinhändler, Handwerker und Dienstleister aller Art nieder.

## Sehenswürdigkeiten
- Peterskirche (Iglesia de San Pedro Apóstol)
- Marienkapelle

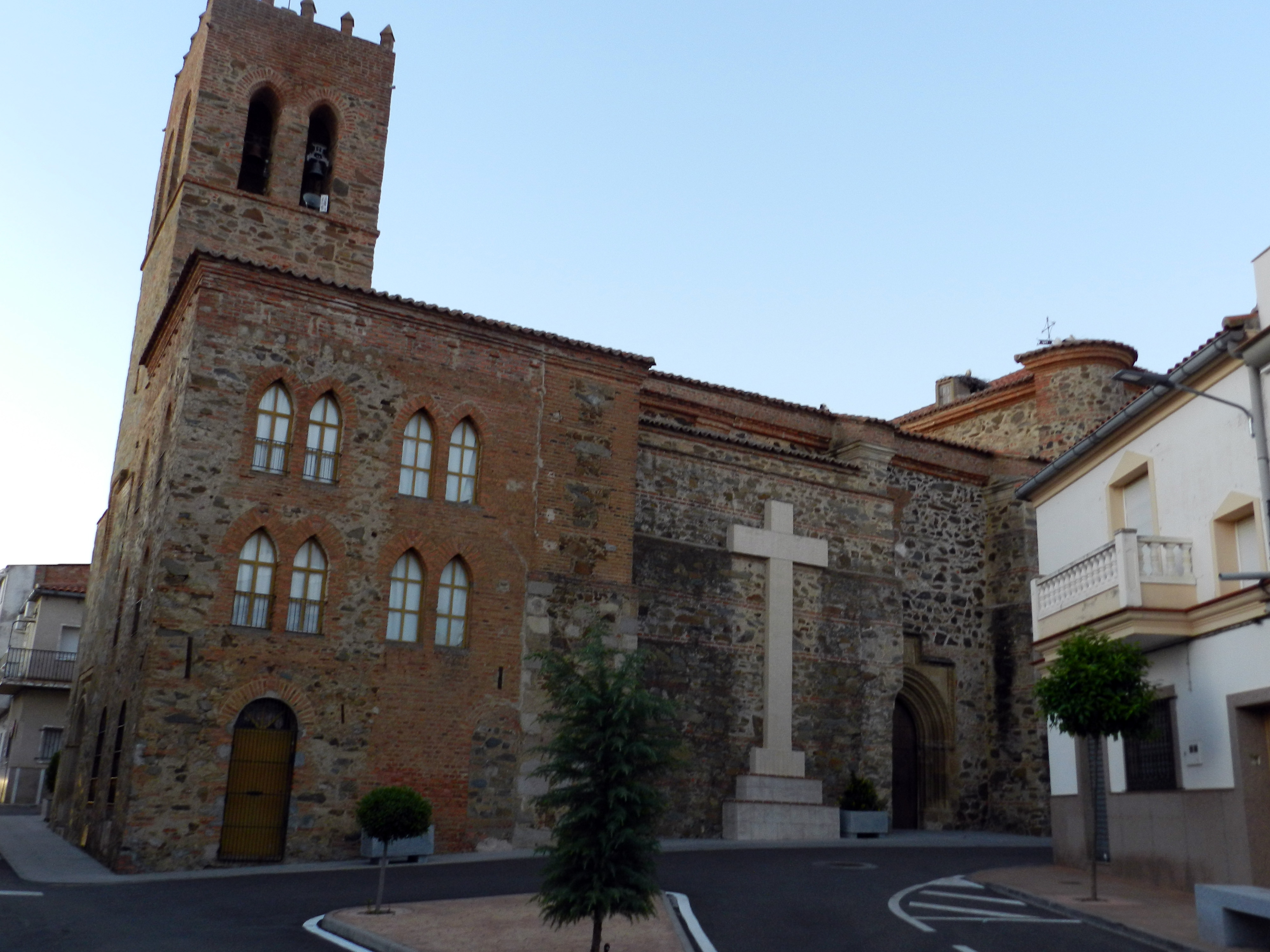
Peterskirche
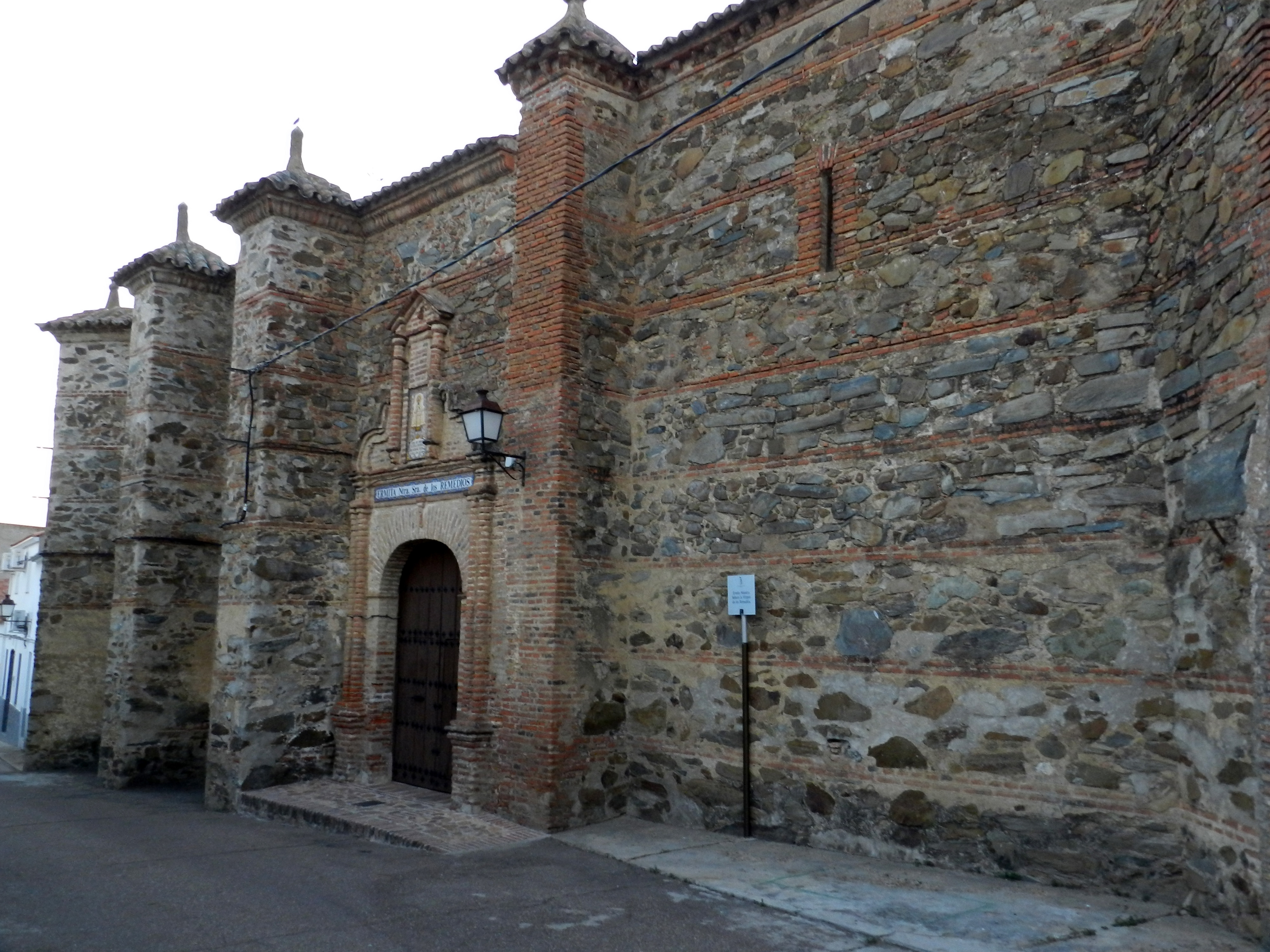
Marienkapelle
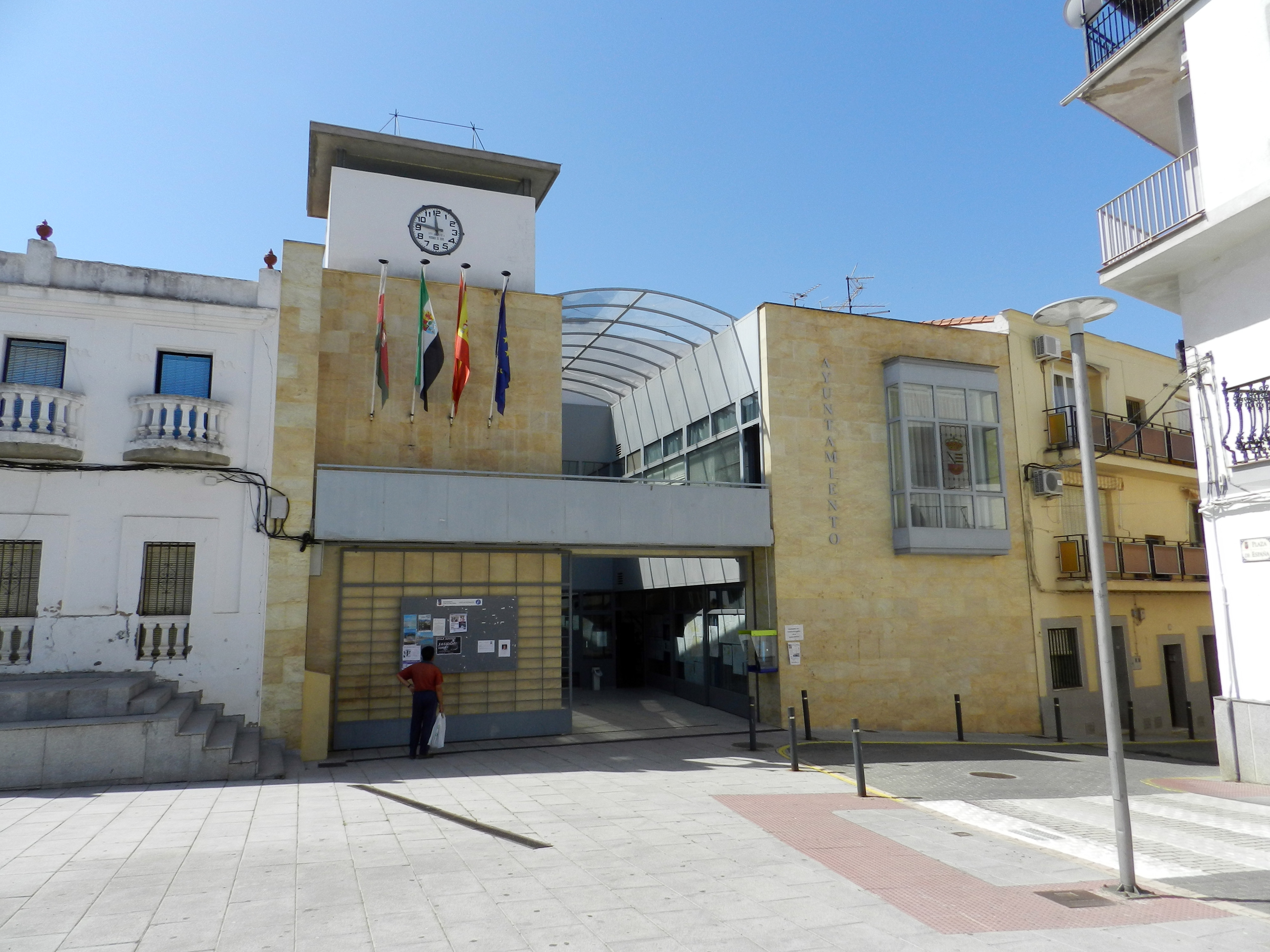
Rathaus